# Liliana Negre de Alonso
Liliana Teresita Negre de Alonso (San Luis, provincia de San Luis, 18 de mayo de 1954) es una abogada y política argentina. En 1999 fue elegida Diputada Nacional por el Partido Justicialista de la provincia de San Luis. En 2001 es elegida para el cargo de Senadora, mandato que renovó en los años 2005 y 2011, siendo electa hasta el 10 de diciembre de 2017.

## Carrera política
De profesión abogada, Negre de Alonso se desempeñó como jueza en la ciudad de Villa Mercedes entre 1981 y 1983.
Su incursión en política se intensificó en la década de 1990, a partir de su cercanía política con los hermanos Rodríguez Saá. Durante los sucesivos mandatos de Adolfo Rodríguez Saá (1983-2001) Negre de Alonso ocupó distintos cargos, desempeñándose como Fiscal de Estado de San Luis entre los años 1996 y 1998.
En 1999 fue candidata a Diputada Nacional en segundo lugar por el Partido Justicialista de San Luis. En 2001, fue elegida como Senadora Nacional, cargo que ocupó hasta diciembre de 2017.

## Formación profesional
Como docente Liliana Negre de Alonso ha trabajado para diversas casas académicas, entre ellas la Universidad Nacional de San Luis, la Universidad Católica de Cuyo y la Universidad Austral, entidad dónde ocupó el cargo de vicedecana de la Facultad de Derecho entre 1999 y 2001.

## Posición política
Negre de Alonso se ha alineado políticamente dentro del Peronismo Federal, dentro del sector  del Partido Justicialista y vinculada con Alberto Rodríguez Saá y su hermano Adolfo.
Es miembro del Opus Dei,[cita requerida] y participa de manera activa en organizaciones internacionales por la defensa de la vida y de la familia tradicional. Es presidenta de la agrupación “Acción Mundial de Parlamentarios y Gobernantes por la Vida y la Familia”.

## Polémica por el matrimonio entre personas del mismo sexo
En medio del debate por la legalización del matrimonio entre personas del mismo sexo en Argentina, Negre de Alonso mostró su postura contraria al proyecto, inclinándose, en cambio, por una ley de unión civil que excluía explícitamente la adopción por parte de parejas homosexuales lo que le valió a
Negre de Alonso criticas. En otra manifestación pública, la senadora dijo:

Si bien quienes se oponen al proyecto no quieren una redefinición del matrimonio, entienden que es necesario dar una alternativa a las personas del mismo sexo que optan por convivir. No es que se esté en contra (de los homosexuales); hay una necesidad imperiosa de legislar para situaciones como estas.